# Battaglia del tempio di Senluo
La battaglia del tempio di Senluo fu combattuta il 18 ottobre 1899, primo scontro significativo della rivolta dei Boxer. I ribelli, radunatisi al tempio di Senluo nella contea di Pingyuan, furono dispersi dall'esercito imperiale cinese dopo alcune ore di combattimenti, ma nonostante la sconfitta il movimento dei Boxer si rafforzò e passò all'offensiva contro l'Alleanza delle otto nazioni.

## Antefatti
Durante gli anni 1890 era cresciuta enormemente in Cina la popolarità della Società di giustizia e concordia, che si proponeva di cacciare o annientare tutti gli stranieri dall'impero. Dal 1899 si ebbe un crescendo di violenze nel nord del Paese, con migliaia di stranieri e cristiani cinesi massacrati dai Boxer, nome con cui erano noti i ribelli.
Nell'autunno del 1899 i Boxer, con l'intenzione di attaccare la missione cristiana statunitense a Linqing, nello Shandong, occuparono il tempio di Senluo nella contea di Pingyuan, sulla strada per l'obbiettivo dell'attacco. Il tempio era una struttura solida e ben difendibile, che dominava la regione circostante, ideale quindi per costituire una base per le forze ribelli. I ribelli asserragliatisi nel tempio non erano tuttavia originari della zona, poiché il vicino villaggio di Zhifang aveva bandito la Società, e presto quindi giunsero lamentele ai funzionari Qing riguardo la presenza dei Boxer a Senluo.

## La battaglia
Le autorità imperiali, ancora niente affatto sostenitrici dei Boxer, il 18 ottobre 1899 inviarono una pattuglia in ricognizione vicino al tempio per accertarsi che i ribelli non causassero disordini. A causa di un fraintendimento tra le parti la situazione degenerò rapidamente, con gli imperiali che aprirono il fuoco sui Boxer, i quali a loro volta caricarono la pattuglia Qing armati solo con armi bianche, respingendola al prezzo di notevoli perdite.
Gli imperiali rapidamente si riorganizzarono, e forti di nuovi rinforzi attaccarono nuovamente il tempio, stavolta cacciando i ribelli e lasciando sul campo circa una trentina di morti, tra i quali anche il capo Boxer Sun Zhitai. Buona parte dei ribelli riuscì comunque a fuggire, raggruppandosi presto per fare nuove incursioni verso Pechino e Tientsin.

## Conseguenze
Dopo la battaglia gli imperiali giustiziarono un sacerdote taoista del tempio di Senluo e alcuni locali, sospettati di aver aiutato i ribelli. Sebbene localmente la sconfitta di Senluo penalizzasse i Boxer, tanto che nelle contee di contea di Pingyuan ed En l'attività del movimento rimase quasi nulla, a livello nazionale lo scontro produsse una notevole eco, facendo trovare risonanza alle istanze dei ribelli.
I capi ribelli da allora cominciarono ad essere tenuti in considerazione dai nobili Qing, tanto da trovare appoggi anche in seno alla Città Proibita come l'influente principe Duan, che promosse la causa dei Boxer con l'imperatrice Cixi. Dopo Senluo le autorità cinesi passarono gradualmente dall'avversare al sostenere il movimento Boxer, dando così origine alla rivolta dei Boxer, durata fino al 1901.